# Sammy N’Djock
Sammy N’Djock (* 25. Februar 1990 in Yaoundé, Kamerun) ist ein kamerunischer Fußballtorhüter.

## Karriere

### Verein
Sammy N’Djock kam von der Jugendmannschaft des französischen Klubs OSC Lille zu Antalyaspor. Sein erstes Spiel für Antalyaspor, in der Süper Lig, machte N’Djock am 30. August 2010 gegen Trabzonspor.
In der letzten Woche der Sommertransferperiode 2013 wurde er bis zum Saisonende an den Zweitligisten Fethiyespor ausgeliehen. 2014 verließ er Antalyaspor.

### Nationalmannschaft
Am 2. Juni 2013 gab er in einem Freundschaftsspiel gegen die Ukraine sein A-Länderspieldebüt für Kamerun.